# Am fost mai tare
Am fost mai tare (titlul original: în sârbocroată Bila sam jača) este un film dramatic iugoslav, realizat în 1953 de regizorul Gustav Gavrin, protagoniști fiind actorii Sava Severova, Mira Stupica, Nikola Popovic și Rade Brasanac.

## Rezumat
În timpul celui de-al doilea război mondial, ocupanții au efectuat un raid. O femeie medic-partizan decide să ajute copilul bolnav al colaboratorului ocupanților în loc să fugă cu medicamente pe teritoriul neocupat. Copilul este salvat, iar etica ei medicală învinge.

## Distribuție
- Sava Severova – Marija, doctoriță
- Mira Stupica – Zora
- Nikola Popovic – Nacelnik, soțul Zorei
- Rade Brasanac –
- Bozidar Drnic – farmacistul
- Ivo Jaksic – maiorul neamț
- Ljubisa Jovanovic
- Bozidar Marjanovic – Bora, fiul lui Zora
- Miodrag Naunovic –
- Fran Novakovic –
- Aleksandar Ognjanovic –
- Ljuba Tadic – agentul
- Mladen 'Mladja' Veselinovic –

## Lansare
Filmul Am fost mai tare a avut premiera în Iugoslavia pe data de 17 iunie 1953.
În România premiera filmului a avut loc la data de 18 februarie 1957 la cinematografele „Doina” și „Victoria” din capitală.